# Mecometopus arixi
Mecometopus arixi är en skalbaggsart som beskrevs av Martins och Maria Helena M. Galileo 2005. Mecometopus arixi ingår i släktet Mecometopus och familjen långhorningar. Inga underarter finns listade i Catalogue of Life.